# Alina Zagitova
  Alina Zagitova  (rus: Алина Ильназовна Загитова)  (Ijevsk, 18 de maig de 2002) és una patinadora artística sobre gel russa. És la campiona olímpica de 2018, la campiona del món de 2019, la campiona d'Europa de 2018, la campiona de la final del Grand Prix 2017–18 i la campiona nacional russa de 2018. També va guanyar una medalla de plata a la prova per equips als Jocs Olímpics d'hivern de 2018.
Zagitova és l'única patinadora artística russa que ha guanyat l'or als Jocs Olímpics, als Campionats del Món de Patinatge Artístic, als Campionats d'Europa de Patinatge Artístic i a la final del Grand Prix de patinatge artístic sobre gel. També és la primera atleta musulmana a guanyar una medalla d'or olímpica de patinatge artístic, un títol mundial i el Grand Slam. És la patinadora individual més jove i la segona dona, després de la coreana Yuna Kim, a guanyar l'or en tots els títols principals del campionat de la International Skating Union (ISU).